# Favrskovkredsen
Favrskovkredsen er ved folketingsvalg en opstillingskreds i Østjyllands Storkreds i Landsdel Midtjylland-Nordjylland. Dens officielle navn er Østjyllands Storkreds, 8. Opstillingskreds.
Kredsen består pr. 18. juni 2015 af følgende kommuner og valgsteder:
1. Favrskov Kommune
  1. Hadsten Nord
  2. Hadsten Syd
  3. Hadbjerg
  4. Hammel Nord
  5. Hammel Syd
  6. Haldum-Hinnerup/Vitten
  7. Rønbæk/Grundfør
  8. Foldby
  9. Ulstrup
  10. Thorsø/Haurum/Sall
  11. Laurbjerg/Houlbjerg
  12. Søften
  13. Voldum
  14. Lading

## Resultat
Tekst mangler, hjælp os med at skrive teksten

## Folketingskandidater pr. 25/11-2018

### Valgkredsens kandidater for de pr. november 2018 opstillingsberettigede partier
| Liste | Parti                       | Kandidat                 | Bemærk |
| ----- | --------------------------- | ------------------------ | ------ |
| A     | Socialdemokratiet           | Daniel Toft Jakobsen     |        |
| B     | Radikale Venstre            | Helle Bækkelund Sørensen |        |
| C     | Det Konservative Folkeparti | Bjarne Lundgaard         |        |
| D     | Nye Borgerlige              | Ulrik Hermann            |        |
| F     | Socialistisk Folkeparti     |                          |        |
| I     | Liberal Alliance            |                          |        |
| O     | Dansk Folkeparti            | Michael Nedersøe         |        |
| V     | Venstre                     | Anders G. Christensen    |        |
| Ø     | Enhedslisten                | Peder Meyhoff            |        |
| Å     | Alternativet                |                          |        |

## Valgte kandidater i kredsen
- Daniel Toft Jakobsen (A)
- Britt Bager (V)

## Administrativ historik
Favrskovkredsen blev dannet som følge af kommunalreformen pr. 1. januar 2007. Her blev Favrskov Kommune dannet af kommunerne Hadsten, Hammel og Hinnerup fra Hammelkredsen, Hvorslev Kommune fra Kjellerupkredsen og den sydlige del af Langå Kommune fra Mariagerkredsen.